# Z Гончих Псов
Z Гончих Псов (лат. Z Canum Venaticorum) — одиночная переменная звезда в созвездии Гончих Псов на расстоянии приблизительно 9714 световых лет (около 2978 парсек) от Солнца. Визуальная звёздная величина звезды — от +12,36m до +11,46m.
Открыта Витольдом Карловичем Цераским в 1911 году*.
Предполагалось наличие второго компонента, что в дальнейшем не подтвердилось**.

## Характеристики
Z Гончих Псов — жёлто-белая пульсирующая переменная звезда типа RR Лиры (RRAB) спектрального класса A8-F5, или A5. Радиус — около 6,48 солнечного, светимость — около 82,596 солнечной. Эффективная температура — около 6232 K.